# Castel Humprecht
Castel Humprecht (in ceco Zámek Hrubý Zámek Humprecht) si trova nei sobborghi di Sobotka, comune del Distretto di Jičín nella Regione di Hradec Králové, Repubblica Ceca. Il castello inizia la sua storia attorno al XVII secolo.

## Storia

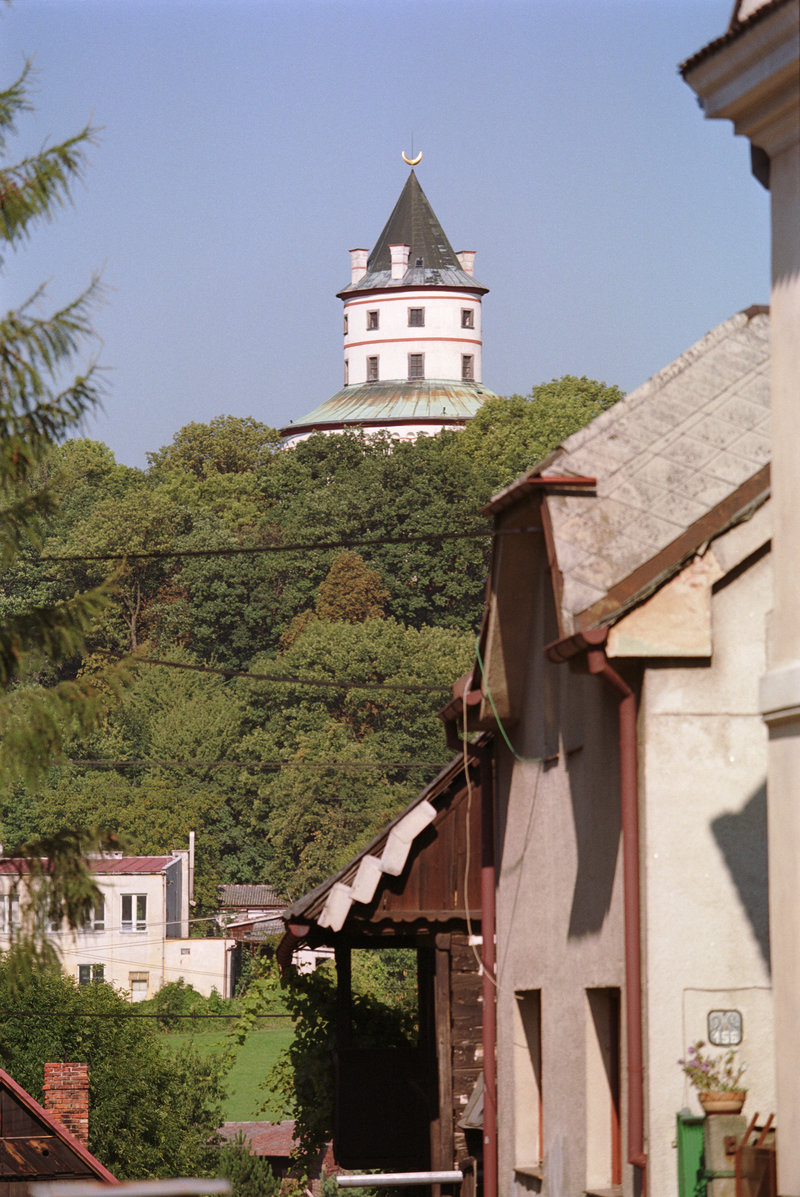
Castel Humprecht visto dal villaggio sottostante

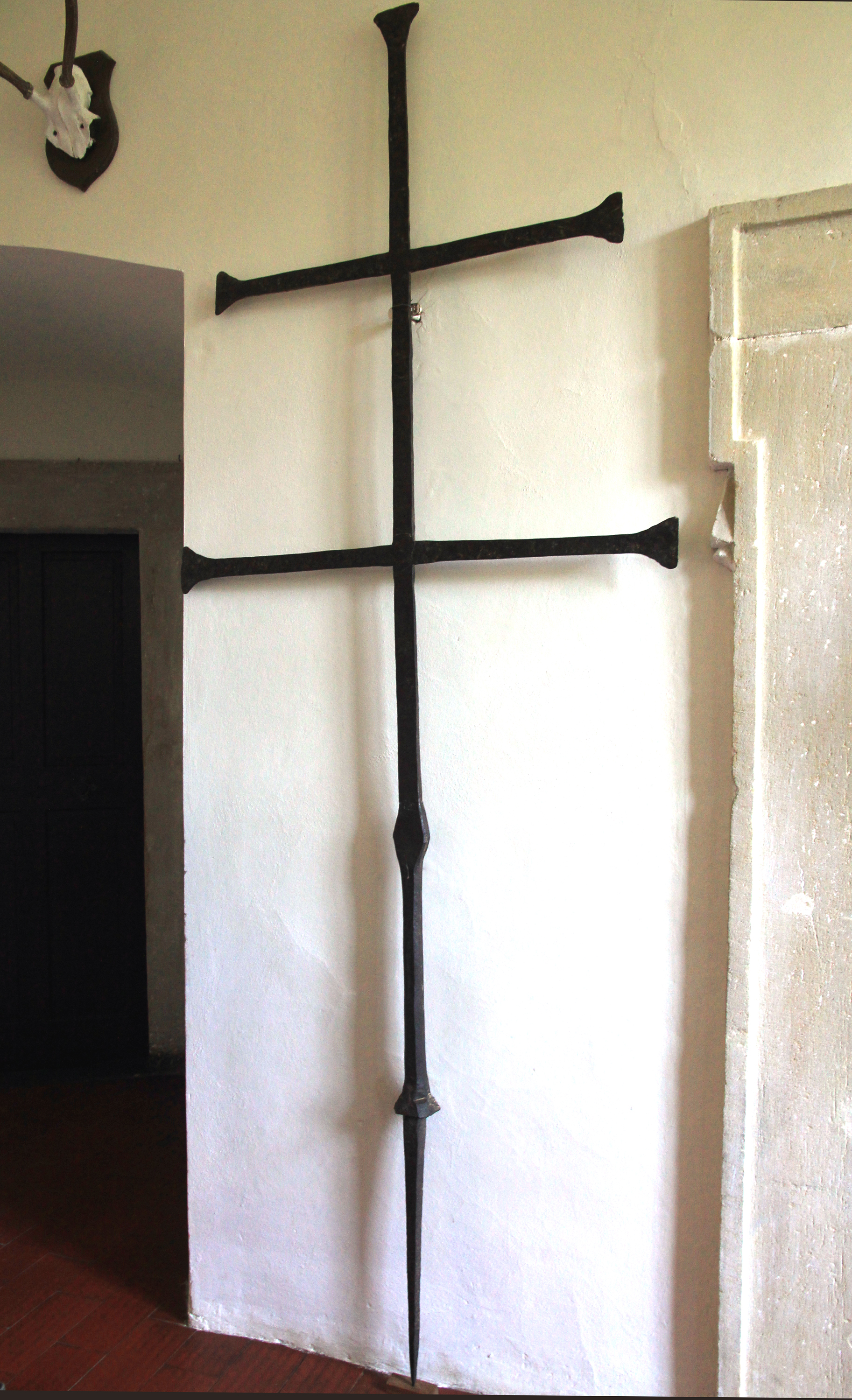
Croce che stava sul tetto prima di essere sostituita dalla mezzaluna

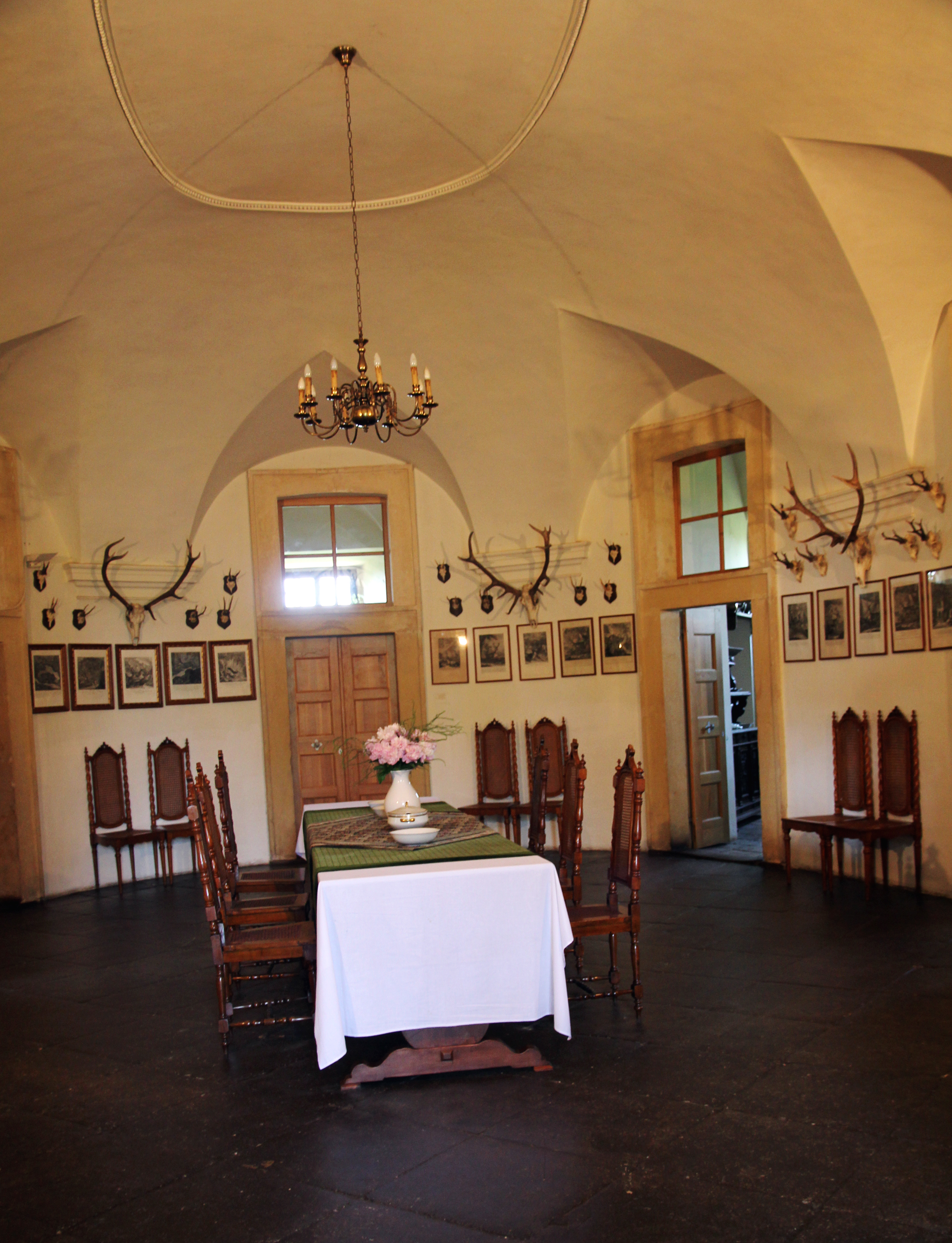
Sala da pranzo, nota per la sua particolare acustica

Il maniero venne commissionato per diventare il suo casino di caccia dal conte Humprecht Jan Černín di Chudenice che ne affidò il progetto a Carlo Lurago. Il cantiere venne aperto nel 1666 e dopo la costruzione dell'edificio un incendio nel 1678 lo compromise parzialmente. I lavori che ne seguirono permisero al capomastro Francesco Ceresolla di innalzare la grande torre di un piano e di porvi, sulla sommità, una croce. La croce venne successivamente sostituita da una mezzaluna turca gialla.

## Descrizione
Castel Humprecht si trova a nord dell'abiato di Sobotka, comune della Regione di Hradec Králové, Repubblica Ceca. Si tratta di un particolare casino di caccia del primo barocco a pianta ovale, costruito in posizione dominante al centro di un piccolo parco su una collina. L'edificio a due piani ha pianta ovale con un grande salone centrale e corridoio al secondo piano. Risulta isolato e costituito da due corpi fondamentali. Quello più ampio forma la base a pianta ovale. Il secondo è di minore ampiezza ed è sormontato da un tetto circolare in rame. L'ingresso principale si raggiunge grazie ad una scala in moderna pietra arenaria, che sembra si allarghi verso l'alto. Il piano terra è illuminato da 17 finestre semplici stipiti con cornici in arenaria senza ornamenti. Il primo piano riceve luce da 18 finestre, una in più rispetto al piano inferiore posta sopra l'ingresso. In cima al tetto, una punta di metallo con una falce di luna. Tra gli interni è importante il salone centrale del piano nobile illuminato da sette finestre poste in alto vicine al soffitto, che sono particolari sia per l'altezza che per le notevoli proprietà acustiche che danno all'ambiente. Le altre sale vengono utilizzate per esposizioni museali. La particolare cucina nera è stata conservata nella parte inferiore del castello.

### Monumento culturale della Repubblica Ceca
La tutela dei monumenti della Repubblica Ceca considera il complesso di castel Humprecht col suo parco un monumento culturale tutelato col numero di catalogo 1000149556.